# Enfermaria Real de Manchester

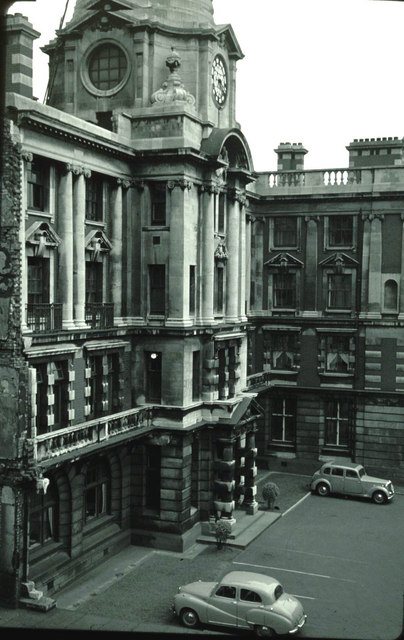
A Enfermaria Real de Manchester em 1957.

A Enfermaria Real de Manchester é um hospital de Manchester, Inglaterra, fundado por Charles White em 1752. Atualmente faz parte do Central Manchester University Hospitals NHS Foundation Trust, compartilhando edifícios e instalações com vários outros hospitais.
A enfermaria é especializada em cardiologia, medicina renal e cirurgias, e nos transplantes de rim e pâncreas. Seu departamento de emergências lida com cerca de 145 mil pacientes por ano. Em 2015, realizou 317 transplantes, mais do que qualquer outro centro médico no Reino Unido.